# Erich Buchholz (Maler)

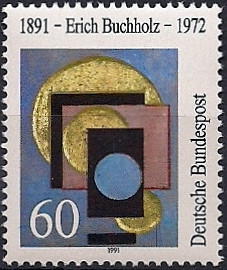
Holzreliefplatte Drei Goldkreise mit Vollkreis blau: deutsche Briefmarke von 1991 zum 100. Geburtstag des Künstlers

Erich Buchholz (* 31. Januar 1891 in Bromberg; † 29. Dezember 1972 in Berlin) war ein deutscher Maler, Architekt und Grafiker.

## Leben
Erich Buchholz absolvierte ab 1908 eine Lehrerausbildung in Bromberg und war Volksschullehrer in Czarnikau von 1911 bis zu seinem Umzug nach Berlin im Jahr 1915. Eine Stunde Unterricht bei Lovis Corinth. Im selben Jahr erfolgte die Einberufung zum Militärdienst im Ersten Weltkrieg. 1916 lernte Buchholz den Regisseur Karl Vogt kennen, für den er 1917 am Bamberger E.T.A.-Hoffmann-Theater als Dramaturg und Bühnenbildner arbeitete.
Es begannen in der Malerei erste abstrakte Arbeiten und das große Ölgemälde Kreuzigung entstand. Ab 1920 treten in seinen Arbeiten konstruktivistische Tendenzen auf: Buchholz gestaltete im Dresdner Albert-Theater ein Bühnenbild mit beweglichen Farbfeldern für Julius Weismanns Oper Schwanenweiß, die 1923 in der Inszenierung von Karl Vogt aufgeführt wurde. 1921 kam es zu Kontakten mit den Dadaisten Hannah Höch, Raoul Hausmann und Richard Hülsenbeck.
Sein im Jahr 1922 konstruktivistisch gestalteter Wohn- und Arbeitsraum am Berliner Herkulesufer 15 wurde zum Treffpunkt dadaistischer Künstler und progressiver Architekten. Erich Buchholz studierte an der Berliner Baugewerkschule in der Kurfürstenstraße, und er machte in der Galerie van Diemen die Bekanntschaft mit El Lissitzky. Hieraus entstand eine Verbindung zum Suprematismus.
Nach 1922 gab Erich Buchholz der Malerei auf und wandte sich ab 1923 der Architektur, Werbegraphik und Produktgestaltung zu. Zugleich ließ er auch dadaistische Einflüsse auf sein Werk gelten. In einem 1923 verfassten, zehn Seiten umfassenden Text unter dem Titel Die große Zäsur hatte Buchholz seine Stellungnahmen zu Neoplastizismus, Suprematismus und zur Position eigener Arbeiten beschrieben. Die Zäsur selbst datierte der Autor auf das Jahr 1919. 1925 übernahm Buchholz unter Karl Vogt die Werkstattleitung am Dramatischen Theater in Berlin.
1925 übersiedelte Buchholz mit seiner Familie nach Germendorf. Hier hatte das Ehepaar zur eigenen Bewirtschaft ein Hektar Land gekauft. Ab 1928 erfolgte auf einem Teil des Grundstücks der Betrieb einer Kiesgrube.
Nach der Machtergreifung erhielt Erich Buchholz 1933 ein Malverbot. Er war in der Zeit des Nationalsozialismus Repressalien ausgesetzt und wurde mehrmals verhaftet. 1945 konnte Buchholz die Malerei wieder aufnehmen und hatte bereits 1947 eine Einzelausstellung. 1950 kehrte er nach Berlin zurück und bezog 1951 ein Atelier in der Ludwigkirchstraße in Berlin-Wilmersdorf.

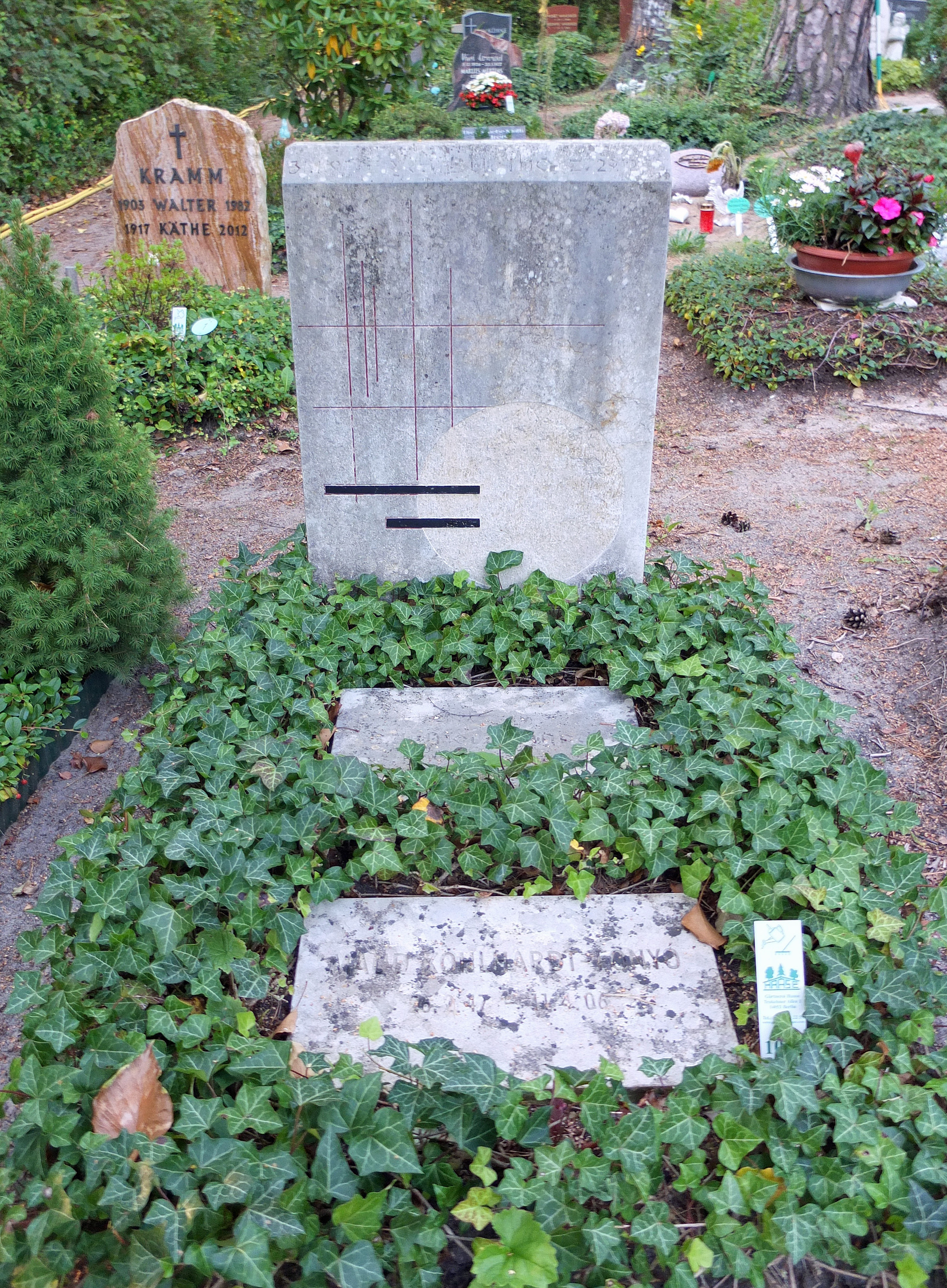
Grab von Erich Buchholz auf dem Friedhof Heerstraße in Berlin-Westend

Erich Buchholz starb Ende 1972 im Alter von 81 Jahren in Berlin. Sein Grab befindet sich auf dem landeseigenen Friedhof Heerstraße in Berlin-Westend (Grablage: II-Ur 10-7-2). Er ruht dort neben seiner zweiten Frau Helena Buchholz-Starck (1902–1989). Das Grab von Erich Buchholz war von 1987 bis 2009 als Ehrengrab des Landes Berlin ausgewiesen.
2012 hat die Stiftung für Konkrete Kunst und Design Ingolstadt einen Teil seinen Nachlasses übernommen. Ein Teil seines schriftlichen Nachlasses befindet sich im Deutschen Kunstarchiv im Germanischen Nationalmuseum in Nürnberg.

## Familie
1918 heirateten Erich Buchholz und Lucia Krüger († 1948). Sie stammte aus einer wohlhabenden Kaufmannsfamilie und war 1917 aus Bromberg nach Berlin gezogen. Das Ehepaar hatte drei Kinder: Urs (* 1922 in Berlin; † 1942 im Zweiten Weltkrieg), Eila (* 1924 in Berlin) und Mo (* 1928 in Germendorf).
Mo Wedd-Buchholz wanderte 1974 nach Australien aus. Ein Teil des väterlichen Werkes befindet sich in ihrem Besitz. Gemeinsam mit ihrer Schwester Eila Schrader-Buchholz wird das Werk des Vaters seit 1972 gefördert.
In seiner zweiten Ehe war Erich Buchholz seit 1960 mit der Glasmalerin Helena Starck verheiratet. Die Künstlerin hat unter dem Namen Helena Buchholz-Starck unter anderem für Berliner Bauten Glasfenster entworfen, so auch zur Restauration des Rathauses Schmargendorf. Sie betätigte sich ebenso als Grafikerin und Malerin, vornehmlich konstruktivistisch.

## Ausstellungen (unvollständig)
- 1921: Gemälde/Aquarelle/Holzbilder, 103. Ausstellung der Galerie Der Sturm, Berlin, Einzelausstellung[13]
- 1946: Drei-Künstler-Ausstellung, Erich Buchholz, Herbert Behrens-Hangeler u. Edmund Kesting, Birkenwerder[14]
- 1947: Ein Werden über 30 Jahre: Erich Buchholz, Galerie William Wauer, Berlin, Einzelausstellung[15]
- 1966: Galerie Situation 60, Berlin
- 1971: Galerie Daedalus, Berlin
- 1972: 20. Jahresausstellung des Deutschen Künstlerbundes im Rheinischen Landesmuseum Bonn[16]

### Postum
- 1978: Städtisches Kunstmuseum, Düsseldorf
- 1998: Wilhelm-Hack-Museum, Ludwigshafen am Rhein
- 2000: Queensland Art Gallery, Erich Buchholz – The Restless Avantgardist
- 2013: Museum für Konkrete Kunst Ingolstadt, 16. Juni–25. August 2013
- 2020: Birkenwerder, Galerie Waldhof („Künstler aus Oberhavel – Gestern und heute“)

## Veröffentlichungen
- Die Idee ist der Todfeind des Lebens. 1922, in: Erich Buchholz. Katalog Deutsche Gesellschaft für Bildende Kunst, Berlin 1966.
- Das rote Heft. Berlin 1927
- Die große Zäsur. Verfasst 1923. Berlin ohne Verlags- und Jahresangabe (1953).
- Das Buchholz-Ei. Entstanden 1920. Petersen Press, Flensburg-Mürwik 1963.
- Untersuchungen über das Lichtkabinett. Berlin 1967
- An meinem Fall scheitert die offizielle Kunstgeschichte. Einschließlich Text Seuche gebannt. Zur Historie einiger Begriffe. Typoskript 150 Exemplare. Edition Hoffmann, Frankfurt am Main 1969
- AKKA. Katalog zur Ausstellung in der Galerie Daedalus. Berlin 1971.